# 토니 치멀
토니 치멜(Tony Chimel, 1967년 10월 10일 ~ )은 미국의 남자 프로레슬링 아나운서다.